# Aged to perfection
Aged to perfection is het zevende studioalbum van Darxtar. Vanaf het begin is duidelijk waar Darxtar haar inspiratie vandaan haalde: de muziek van Hawkwind uit hun beginperiode. Het verging Hakwind toen goed, voor Darxtar is het ingewikkelder. Men moet per plaat op zoek naar een platenlabel. De lange stille periode tussen de diverse releases is daar ook debet aan. Darxtar wil alles in eigen hand houden, er is dus sprake van een totaal concept. 
De lengte van het album is afgestemd op het feit dat album zowel op elpee als op compact disc verscheen.

## Musici
- K. Sören Bengtsson – zang, gitaar
- Marcus Pehrsson – zang, basgitaar
- Fredrik Sundkvist – viool, altviool
- Per Hillsblom – toetsinstrumenten
- Patric Danielsson – slagwerk

## Muziek
| Nr. | Titel               | Duur  |
| --- | ------------------- | ----- |
| 1.  | Aged to perfection  | 3:34  |
| 2.  | In green heat       | 5:06  |
| 3.  | Mörkret 2           | 2:26  |
| 4.  | Tired nature        | 8:40  |
| 5.  | Some things         | 3:47  |
| 6.  | In a time           | 6;56  |
| 7.  | Moving along        | 5:02  |
| 8.  | Fiska på gräsmattan | 11:37 |